# جيمس ويتني دان
جيمس ويتني دان (بالإنجليزية: James Whitney Dunn)‏ هو سياسي أمريكي، ولد في 21 يوليو 1943 في ديترويت في الولايات المتحدة. حزبياً، نشط في الحزب الجمهوري. وقد انتخب عضو مجلس النواب الأمريكي.